# Piotr Łakomy
Piotr Łakomy (ur. 27 kwietnia 1966 w Święciechowej) – polski inżynier leśnictwa, specjalista w zakresie fitopatologii leśnej, profesor doktor habilitowany nauk leśnych, dziekan Wydziału Leśnego Uniwersytetu Przyrodniczego w Poznaniu (2015–2020).

## Życiorys
W 1990 ukończył studia w Akademii Rolniczej im. Augusta Cieszkowskiego w Poznaniu. Doktoryzował się w 1997 na uczelni macierzystej w oparciu o pracę pt. Fitopatologiczny monitoring w młodych drzewostanach sosnowych Krainy Wielkopolsko-Pomorskiej, której promotorem była prof. Małgorzata Mańka. Stopień doktora habilitowanego uzyskał w 2005 na podstawie rozprawy zatytułowanej Środowiskowe uwarunkowania zasiedlenia pniaków drzew liściastych przez wybrane gatunki grzybów saprotroficznych oraz grzyby rodzaju Armillaria. Tytuł naukowy profesora nauk leśnych otrzymał 18 kwietnia 2011.
Zawodowo związany z Akademią Rolniczą im. Augusta Cieszkowskiego w Poznaniu (1990–2008) i powstałym w jej miejscu Uniwersytetem Przyrodniczym, na którym w 2016 objął stanowisko profesora zwyczajnego. W latach 2008–2015 był prodziekanem Wydziału Leśnego. W 2015 wybrany dziekanem tej jednostki, zastępując prof. Romana Gornowicza, który został prorektorem UPP. W 2016 uzyskał reelekcję na kadencję 2016–2020.
Specjalizuje się w fitopatologii leśnej, zajmuje się badawczo chorobami leśnymi, biologiczną i integrowaną ochroną drzew przed chorobami oraz ekologią grzybów. Opublikował ponad 180 prac, został członkiem m.in. Polskiego Towarzystwa Fitopatologicznego (1991), Polskiego Towarzystwa Leśnego (2008), Poznańskiego Towarzystwa Przyjaciół Nauk (2009), a także Komitetu Nauk Leśnych PAN oraz Komitetu Nauk Leśnych i Technologii Drewna PAN.
Odznaczony Brązowym Krzyżem Zasługi (2007) i Medalem Srebrnym za Długoletnią Służbę (2011).